# NGC 3294

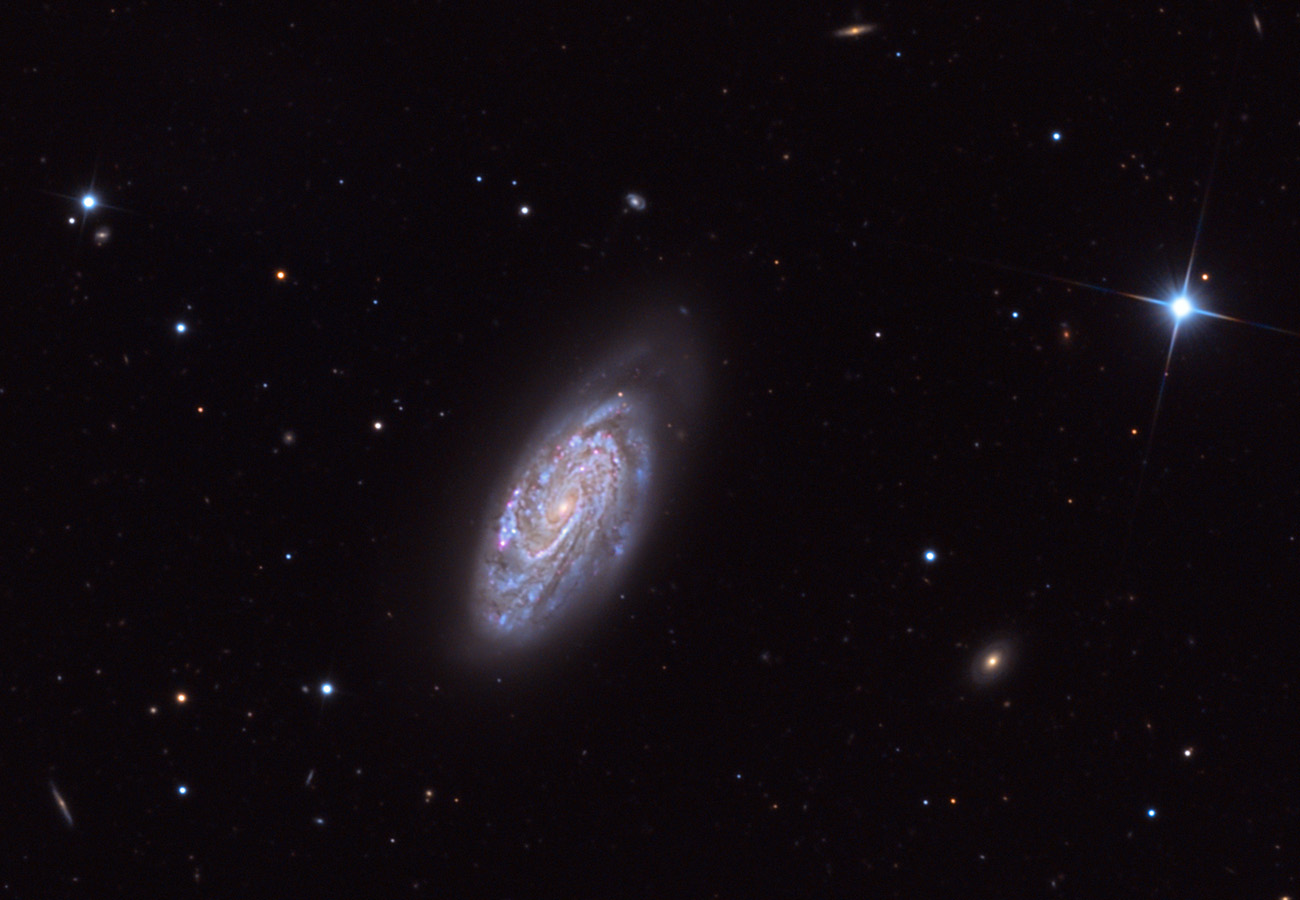
NGC 3294 par Adam Block (Observatoire du mont Lemmon/Université de l'Arizona).

NGC 3294 est une galaxie spirale située dans la constellation du Petit Lion. NGC 3294 a été découverte par l'astronome germano-britannique William Herschel en 1787.

## Caractéristiques
Sa vitesse par rapport au fond diffus cosmologique est de 1 823 ± 18 km/s, ce qui correspond à une distance de Hubble de 26,9 ± 1,9 Mpc (∼87,7 millions d'al).
À ce jour, 34 mesures non basées sur le décalage vers le rouge (redshift) donnent une distance de 27,841 ± 5,142 Mpc (∼90,8 millions d'al), ce qui est à l'intérieur des valeurs de la distance de Hubble.

## Morphologie et luminosité
NGC 3294 a été utilisée par Gérard de Vaucouleurs comme une galaxie de type morphologique SA(s)c dans son atlas des galaxies,.
La classe de luminosité de NGC 3294 est III et elle présente une large raie HI. La luminosité de la galaxie NGC 3294 dans l'infrarouge lointain (de 40 à 400 µm)  est égale à 1,12 × 1010 {\displaystyle L_{\odot }} (1010,05{\displaystyle L_{\odot }}) et sa luminosité totale dans l'infrarouge (de 8 à 1 000 µm) est de 1,51 × 1010 {\displaystyle L_{\odot }} (1010,18{\displaystyle L_{\odot }}).

## Supernova
Deux supernovas ont été observées dans NGC 3294 : SN 1990H et SN 1992G.

### SN 1990H
Cette supernova a été découverte le 9 avril 1990 par S. Perlmutter, C. Pennypacker, H. Marvin, T. Sasseen, C. Smith, et R. Muller de l'université de Californie à Berkeley. Cette supernova était de type II.

### SN 1992G
Cette supernova a été découverte le 9 février 1992 par Shunji Sasaki à Ibaraki au Japon. Cette supernova était de type Ia.